# Coves de Roiet
Les Coves de Roiet són una cavitat del terme de Gavet de la Conca, al Pallars Jussà, dins de l'antic terme d'Aransís.
Està situada al nord-oest del poble de Sant Miquel de la Vall, al vessant meridional, a la part de llevant, de la Serra de la Vall de Llimiana, a la dreta de la llau de Sant Miquel. Són al nord i a prop del Niu del Corc.